# رولف ایدن
رولف ایدن (۶ فوریه ۱۹۳۰–۱۱ اوت ۲۰۲۲) یک تاجر، مالک کلوپ شبانه و بازیگر اهل کشور آلمان بود. از فیلم‌هایی که وی بازی کرده می‌توان به مردی با قلم‌موی زرین اشاره کرد.